# Alphonse de Bourbon (1907-1938)
Pour les articles homonymes, voir Alphonse de Bourbon et Bourbon.
Titre
Héritier présomptif du trône d’Espagne
10 mai 1907 – 14 avril 1931
(23 ans, 11 mois et 4 jours)
Le prince Alphonse, prince des Asturies, généralement désigné sous le nom d’Alphonse de Bourbon, né le 10 mai 1907 au palais royal de Madrid et mort le 6 septembre 1938 au Gerland Hospital de Miami, est un prince espagnol de la maison de Bourbon.
Fils aîné du roi Alphonse XIII, titré dès sa naissance prince des Asturies, en qualité d’héritier du trône, il perd sa position à la suite la proclamation de la République, en avril 1931. Désirant contracter une union « inégale », il renonce à ses droits sur la Couronne espagnole pour lui et ses descendants éventuels et devient l’infant Alphonse, « comte de Covadonga » en juin 1933.

## Biographie

### Enfance
En tant que fils premier né du roi Alphonse XIII (1886-1941) et de la reine, née princesse Victoire-Eugénie de Battenberg (1887-1969), Alphonse reçoit automatiquement la qualité de prince des Asturies à partir de sa naissance, le 10 mai 1907. En première ligne dans l’ordre de succession, il supplante son cousin germain, Alphonse de Bourbon (1901-1964), infant de grâce d’Espagne par le décret royal du 15 novembre 1901 et héritier présomptif de la Couronne espagnole depuis le décès de sa mère la princesse María de las Mercedes (1880-1904), princesse des Asturies.

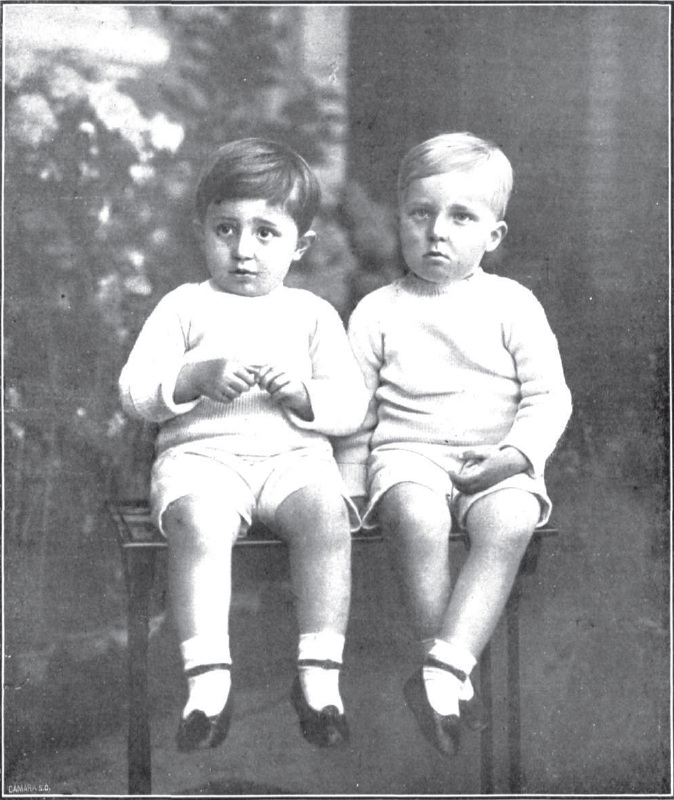
Le prince Alphonse (à droite) et son frère l’infant Jacques.

À l’occasion de son baptême, le 18 mai 1907, il est officiellement fait chevalier de l’ordre de la Toison d’or et de celui de Charles III (avec collier) par son père le roi Alphonse XIII, qui assure la grande maîtrise de ces deux ordres ; il reçoit les prénoms d’Alfonso Pío Cristino Eduardo Francisco Guillermo Carlos Enrique Eugenio Fernando Antonio Venancio.
Entre 1908 et 1914, la reine Victoire-Eugénie donne naissance à six autres enfants : l’infant Jacques (1908-1975), l’infante Béatrice (1909-2002), l’infant Ferdinand (mort-né en 1910), l’infante Marie-Christine (1911-1996), l’infant Juan (1913-1993), et l’infant Gonzalve (1914-1934).
Le prince des Asturies a une santé très fragile durant toute sa vie puisqu’il souffre d’hémophilie, une maladie génétique qui a affecté des descendants de la reine Victoria. Les crises entraînées par la maladie font qu’il n’obtient pas une formation suffisante pour devenir un jour roi ; en outre, il connaît des difficultés à assurer les fonctions publiques que requiert la position d’héritier du trône.
Le jour suivant la proclamation de la Seconde République espagnole, le 15 avril 1931, il part avec sa famille vers l’exil. Ne pouvant marcher en raison des crises qui l’affligent, le prince doit être aidé pour quitter le palais royal de Madrid. Aux côtés de sa mère et de la plupart de ses frères et sœurs, il quitte le pays en train pour rejoindre la France.

### Renonciation et mariages
Alors en convalescence et en traitement dans une clinique suisse, le prince des Asturies tombe amoureux d’une Cubaine aux origines espagnoles, Edelmira Sampedro Robato (1906-1994). Celle-ci n’étant pas membre d’une famille souveraine, Alphonse, conformément à la pragmatique sanction de 1776 sur les unions inégales, doit abandonner ses droits à la Couronne pour l'épouser.

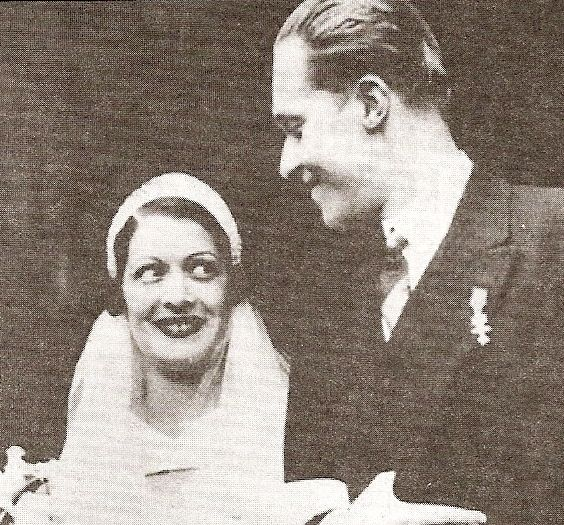
Son mariage avec la roturière Edelmira Sampedro, le 21 juin 1933 (photo), avait été précédé de sa renonciation au trône d’Espagne dix jours plus tôt.

Ainsi, dans une lettre rédigée le 11 juin 1933, il renonce pour lui et son éventuelle descendance au trône d’Espagne ; il prend le titre de courtoisie de « comte de Covadonga ».
Dix jours plus tard, le 21 juin, l’infant Alphonse épouse doña Edelmira en l’église du Sacré-Cœur d’Ouchy, près de Lausanne. Née à Sagua La Grande le 5 mars 1906, celle qui devient la « comtesse de Covadonga » est la fille de Pablo Sampedro y Ocejo, propriétaire d’une plantation de cannes à sucre, et d’Edelmira Robato y Turo, d’origine asturienne. Sans descendance, le couple divorce le 8 mai 1937 à La Havane, mais non reconnue en Espagne.
En secondes noces, Alphonse contracte le 3 juillet suivant une union civile à l’ambassade d’Espagne à La Havane avec Marta Rocafort y Altuzarra (1913-1993), mannequin de haute couture également de nationalité cubaine, fille du Dr Blas Manuel Rocafort y González, odontologue, et de Rogelia Altuzarra y Carbonell. Sans postérité, les époux se séparent à La Havane le 8 janvier 1938,.

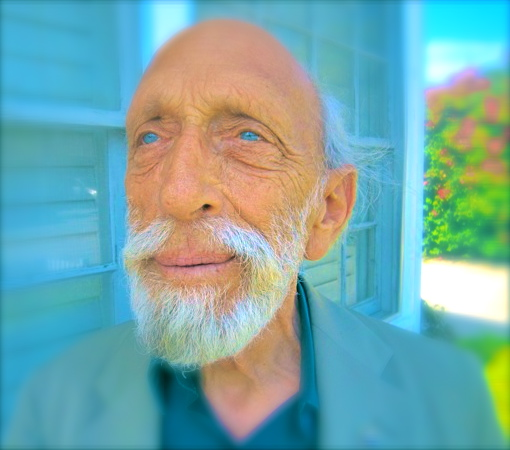
Alfonso de Bourbon, prétendu fils unique d’Alphonse.

Le décès du prétendant légitimiste et carliste, Alphonse-Charles de Bourbon (1849-1936), « duc de San Jaime », survenu le 29 septembre 1936 à Vienne, fait du roi Alphonse XIII l’aîné agnatique des Capétiens et le chef de la maison de Bourbon. Ainsi, pour les légitimistes français, l’ancien souverain devient ipso facto « chef de la maison de France » et prétendant au trône de France. La renonciation espagnole du prince des Asturies en 1933 — à supposer qu’elle fût valable (non seulement elle ne fut jamais officialisée, mais en outre le prince la récusa par la suite) — ne s'appliquant pas à la France, Alphonse et son épouse Edelmira, « comte » et « comtesse de Covadonga », sont reconnus par les légitimistes comme le « dauphin de France » et la « dauphine de France ».
Officiellement, le « comte de Covadonga » n’a pas de descendants issus de ses deux mariages. Toutefois, un certain Leon Shafferman (1932-2012), né à Lausanne et dit Alfonso de Bourbon (en), a prétendu être le fils pré-marital d’Alphonse et d’Edelmira.

### Mort et sépultures
Le 6 septembre 1938, à Miami, la voiture d'Alphonse, qui a fait une embardée pour éviter un camion, s'écrase contre une cabine téléphonique. Bien que l'accident ait été mineur et ses blessures superficielles, Alphonse fait néanmoins une hémorragie interne à cause de son hémophilie et meurt au Gerland Hospital, à l'âge de 31 ans.
Originellement inhumé au Woodlawn Park Cemetery and Mausoleum (en) de Miami, il est rapatrié en Espagne le 25 avril 1985, sur ordre de son neveu Juan Carlos Ier. Sa dépouille repose désormais au panthéon des Infants du monastère Saint-Laurent-de-l’Escurial auprès de sa mère, la reine Victoire-Eugénie, et de ses frères, les infants Jacques et Gonzalve ainsi que le comte de Barcelone.

## Titres et honneurs

### Titulature
- 10 mai 1907 — 14 avril 1931 : S.A.R. le prince des Asturies
- 14 avril 1931 — 11 juin 1933 : « S.A.R. le prince des Asturies »
- 11 juin 1933 — 6 septembre 1938 : « S.A.R. le comte de Covadonga »

Premier né du couple royal espagnol, le prince Alphonse reçoit à sa naissance la dignité de prince des Asturies en tant qu’héritier de la Couronne,, et ce en conformité avec la constitution espagnole de 1876, qui traite notamment de la succession pour le trône à l’article 60 du septième titre (de la succession à la Couronne).
Le 14 avril 1931, la République est proclamée ; le roi et sa famille sont contraints à quitter le pays. Alors qu’Alphonse XIII se trouve en exil, les titres octroyés sous la Deuxième Restauration sont rendus caducs par le nouveau régime. D’ailleurs, ceux du prince Alphonse n’y échappent pas : ils deviennent comme les autres irréguliers et illégaux puisqu’il n’existe plus de fons honorum garantissant leur pérennité.
À Lausanne, le 11 juin 1933, le prince Alphonse renonce à ses droits sur le trône d’Espagne afin de pouvoir contracter une alliance avec une roturière cubaine en application de la pragmatique sanction prise par Charles III en 1776, qui prohibe ce type d’union,. En outre, le prince reçoit d’Alphonse XIII le titre de « comte de Covadonga » ; il ne devient alors qu’un simple membre de la famille royale, relégué à la dignité d’ « infant d’Espagne »,.
Après la renonciation de Jacques, le 21 juin 1933, un autre frère cadet d’Alphonse, l’infant Juan (1913-1993), devient l’héritier dynastique d’Alphonse XIII et prend conséquemment le titre de courtoisie de « prince des Asturies » ; il lui succède en janvier 1941 comme prétendant au trône et renonce en 1977 à ses prétentions dynastiques en faveur de son fils Juan Carlos.

### Honneurs

#### Honneurs espagnols
Toutes les décorations espagnoles que le prince Alphonse reçoit émanent de son père Alphonse XIII ; elles sont octroyées par le biais de différents décrets royaux réguliers.
| Chevalier grand collier de l’ordre de la Toison d’or                 | Chevalier grand collier de l’ordre de la Toison d’or (10 mai 1907)                 |
| Chevalier grand collier de l’ordre royal et distingué de Charles III | Chevalier grand collier de l’ordre royal et distingué de Charles III (10 mai 1907) |
| Chevalier grand-croix de l’ordre royal d’Isabelle la Catholique      | Chevalier grand-croix de l’ordre royal d’Isabelle la Catholique (10 mai 1907)      |
| Grand commandeur de Montalbán de l’ordre de Saint-Jacques            | Grand commandeur de Montalbán de l’ordre de Saint-Jacques (9 janvier 1928)         |
| Chevalier grand collier de l’ordre royal d’Isabelle la Catholique    | Chevalier grand collier de l’ordre royal d’Isabelle la Catholique (2 février 1931) |

#### Honneurs étrangers
En tant qu’héritier de la monarchie espagnole, le prince des Asturies est également distingué par des souverains étrangers : 
- au royaume d’Italie, par Victor-Emmanuel III, en 1924 :
  - chevalier de l’ordre suprême de la Très Sainte Annonciade ;
  - chevalier grand-croix de l’ordre des Saints-Maurice-et-Lazare ;
  - chevalier grand-croix de l’ordre de la Couronne d’Italie ;
- au royaume de Suède, par Gustave V : chevalier de l’ordre des Séraphins (19 avril 1927) ;
- au royaume de Danemark, par Christian X : chevalier de l’ordre de l’Éléphant (6 février 1929)[13].

### Armes
Entre 1907 et 1931, comme prince des Asturies, le prince Alphonse détient des armes lui étant propres, généralement timbrées d’une couronne princière et entourées par le collier de l’ordre de la Toison d’or.
| Blason | Blasonnement : Coupé de deux : en I, parti de trois : en 1, d’or à quatre pals de gueules, en 2, écartelé en sautoir d’or aux quatre pals de gueules et d’argent à l’aigle de sable, en 3, de gueules à la fasce d’argent et en 4, d’azur semé de fleurs de lys d’or à la bordure componée d’argent et de gueules ; en II, parti d’or à six fleurs de lys d’azur posées 3, 2 et 1 et d’or à six tourteaux mis en orle, cinq de gueules, celui en chef d’azur chargé de trois fleurs de lys d’or ; en III, parti bandé d’or et d’azur de six pièces, à la bordure de gueules et de sable, au lion d’or, armé et lampassé de gueules ; enté en pointe parti d’or, au lion de sable, armé et lampassé de gueules et d’argent à l’aigle éployé de gueules, membré et becqué d’or ; sur-le-tout, écartelé en 1 et 4, de gueules au château d’or ouvert et ajouré d’azur et en 2 et 3 d’argent au lion de gueules armé, lampassé et couronné d’or, enté en pointe du sur-le-tout d’argent à une pomme grenade de gueules, tigée et feuilleté de sinople ; sur-le-tout-du-tout d’azur aux trois fleurs de lys d’or à la bordure de gueules. |

### Sources
- (en)/(es) Cet article est partiellement ou en totalité issu des articles intitulés en anglais « Alfonso, Prince of Asturias (1907–1938) » (voir la liste des auteurs) et en espagnol « Alfonso de Borbón y Battenberg » (voir la liste des auteurs).